# Districte d'Aarwangen
El districte d'Aarwangen  és un dels 26 districtes del Cantó de Berna (Suïssa), té 41526 habitants (cens de 2007) i una superfície de 154 km². El cap del districte és Aarwangen està format per 24 municipis. Es tracta d'un districte amb l'alemany com a llengua oficial.

## Municipis
- CH-4912 Aarwangen
- CH-4944 Auswil
- CH-4913 Bannwil
- CH-3368 Bleienbach
- CH-4917 Busswil bei Melchnau
- CH-4955 Gondiswil
- CH-4936 Kleindietwil
- CH-4900 Langenthal
- CH-4935 Leimiswil
- CH-4932 Lotzwil
- CH-4934 Madiswil
- CH-4917 Melchnau
- CH-4924 Obersteckholz
- CH-4943 Oeschenbach
- CH-4919 Reisiswil
- CH-4914 Roggwil
- CH-4938 Rohrbach
- CH-4938 Rohrbachgraben
- CH-4933 Rütschelen
- CH-4911 Schwarzhäusern
- CH-4922 Thunstetten
- CH-4916 Untersteckholz
- CH-4937 Ursenbach
- CH-4923 Wynau